# Хоћу живјети
„Хоћу живјети“ је југословенски филм из 1982. године. Режирао га је Мирослав Микуљан, а сценарио је писао Мирко Саболовић.

## Радња
На породичном имању газда Марко Млинарић жели модернизовати рад. У складу с тим намерава продати коње и у кооперацији узгајати свиње, но његов стари отац Петар у жалу за коњима покушава извршити самоубиство. Једнако шокантна за Марка одлука је његовог сина Филипа који жели да се ожени са лепом, но глувонемом и сиромашном девојком Терезом...

## Улоге
| Глумац             | Улога                         |
| ------------------ | ----------------------------- |
| Ена Беговић        | Тереза                        |
| Адем Чејван        | Емил                          |
| Звонимир Ференчић  | Мато Крамарић                 |
| Зденка Хершак      | Фаника Ковач                  |
| Илија Ивезић       | Карло Мраз                    |
| Славица Јукић      | Милка Перић                   |
| Угљеша Којадиновић | Мартин Старчевић              |
| Миња Николић       | Марија Млинарић               |
| Едо Перочевић      | ветеринар                     |
| Фабијан Шоваговић  | Марко Млинарић                |
| Милан Срдоч        | Петар                         |
| Милан Штрљић       | Филип                         |
| Ђуро Утјешановић   | Милко                         |
| Вера Зима          | Јела Лукић                    |
| Круно Валентић     | Сусјед с поквареним трактором |
| Драган Миливојевић | Директор „Прераде”            |

## Награде
Филм је освојио следеће награде:
- Пула 82' - Сребрни венац недељника Студио режисеру дебитанту;
- Награда Кодак Pathe за камеру Ивици Рајковићу
- Ниш 82' - Цар Констатин, 1. награда за главну мушку улогу Милану Штрљићу
- Награда листа Двоје Милану Штрљићу и Ени Беговић за најпоетичнији љубавни пар на филму
- Аламанца 83' - Главна награда за режију